# The Eye (film, 2002)
The Eye (kantonesiska: Gin gwai, mandarin: Jian gui) är en asiatisk skräckfilm från 2002 (samproduktion mellan Hongkong, Singapore och Thailand) i regi av bröderna Danny Pang och Oxide Pang. Bröderna står även för filmens manus och redigering. The Eye har fått två uppföljare samt en amerikansk nyinspelning från 2008 med Jessica Alba i huvudrollen.
Filmens gröna poster ska ha skrämt upp invånare i Singapore till den grad att den fick bytas ut efter ett tag. Premiären skedde den 9 maj 2002 i Hongkong, svensk premiär var vid Uppsala Horror Festival 26 april 2003.

## Handling
20-åriga Mun (Angelica Lee) är en ung violinist som bor i Hongkong och har varit blind sedan 2 års ålder. Efter en lång väntan ska hon dock få vara med om en hornhinnetransplantation som ska förändra hennes liv. Men redan kort efter transplantationen ser hon en mystisk syn på sjukhuset som känns obehaglig och det dröjer inte längre innan fler vardagliga ting som kalligrafistudier, restaurangbesök och hisstransporter förvandlas till mardrömmar. Efter att ha slutligen ha funnit en som tror på hennes berättelse (psykologen Dr Wah, spelad av Lawrence Chou) får de reda på att de måste bege sig till Thailand för att finna mysteriets rötter.

## Budget och intäkter
Filmens budget låg på ca 4,5 miljoner Singareporedollar och under öppningshelgen i USA (filmen hade premiär på 4 biografer) spelade man in $39, 508. Drygt 5 månader senare hade man spelat in $503 714. I Sydkorea spelade den spelat in upp till $2,952,059 i september 2002 (efter snart 2 månader på biograferna)

## Specifika fakta
- Längd-98 minuter
- Inspelningsplatser-Kowloon, Hongkong, Thailand
- Produktionsbolag-Applause Pictures
- Distributör-MediaCorp RainTree Pictures
- Produktionsland-Hongkong, Singapore, Thailand

## Skådespelare och filmteam
- Mun-Angelica Lee
- Dr Wah-Lawrence Chou
- Chui Wah Ling-Chutcha Rujinanon
- Yingying-So Yat Lai
- Muns syster-Candy Lo
- Dr Eak-Pierre Png
- Dr Lo-Edmund Chen

- Regi-Danny Pang, Oxide Pang
- Manus-Jojo Hui, Danny Pang, Oxide Pang
- Producenter-Peter Chan, Lawrence Cheng mfl
- Musik-Orange Music
- Redigering-Danny Pang, Oxide Pang

## Utmärkelser och priser
Angelica Lee har vid ett par tillfällen vunnit pris som bästa skådespelerska, bland annat vid 2002 års Golden Horse Film Festival, 2003 års Golden Bauhinia Awards. Filmen har vunnit pris för bästa cinematografi vid 2002 års Sitges Fantasy Film Festival